# Lambdina seminudata
Lambdina seminudata là một loài bướm đêm trong họ Geometridae.